# Ari Boyland
Ari Boyland (Lower Hutt, Nova Zelândia, 10 de agosto de 1987) é uma ator neozelandês. Ficou conhecido por interpretar o papel de Flynn McAllistair na série de TV Power Rangers: RPM.

## Filmografia

### Filmes
| Ano  | Título original | Título em português      | Papel        | Observações |
| 2013 | Blood Punch     |                          | Russell      |             |
| 2013 | Channing        |                          | E.J.         |             |
| 2012 | Tape            |                          | Vince        | Curta       |
| 2010 | Chicane         |                          | Brent        | Curta       |
| 2003 | You Wish!       | A Moedinha da Sorte (BR) | James Cooper |             |

### Televisão
| Ano  | Título original        | Título em português | Papel                           | Observações |
| 2011 | Power Rangers: Samurai |                     | Vulpes                          | Voz         |
| 2010 | Shortland Street       |                     | Brodie Kemp                     |             |
| 2009 | Go Girls               |                     | Scott Smart                     |             |
| 2009 | Power Rangers: RPM     |                     | Flynn McAllistair / Ranger Azul |             |
| 2002 | Revelations            |                     | Pig                             |             |
| 1999 | The Tribe              |                     | KC                              |             |